# Dunn
Dunn és una població dels Estats Units a l'estat de Carolina del Nord. Segons el cens del 2000 tenia 9.196 habitants.

## Demografia
Segons el cens del 2000, Dunn tenia 9.196 habitants, 3.797 habitatges i 2.422 famílies. La densitat de població era de 572,7 habitants per km².
Dels 3.797 habitatges en un 27,7% hi vivien nens de menys de 18 anys, en un 40,6% hi vivien parelles casades, en un 19,8% dones solteres, i en un 36,2% no eren unitats familiars. En el 32,7% dels habitatges hi vivien persones soles el 15,9% de les quals corresponia a persones de 65 anys o més que vivien soles. El nombre mitjà de persones vivint en cada habitatge era de 2,35 i el nombre mitjà de persones que vivien en cada família era de 2,99.
Per edats la població es repartia de la següent manera: un 25,1% tenia menys de 18 anys, un 7,8% entre 18 i 24, un 25,3% entre 25 i 44, un 23,5% de 45 a 60 i un 18,4% 65 anys o més.
L'edat mediana era de 39 anys. Per cada 100 dones de 18 o més anys hi havia 74,2 homes.
La renda mediana per habitatge era de 28.550 $ i la renda mediana per família de 39.521 $. Els homes tenien una renda mediana de 31.029 $ mentre que les dones 21.961 $. La renda per capita de la població era de 19.178 $. Entorn del 19,6% de les famílies i el 23,5% de la població estaven per davall del llindar de pobresa.

## Poblacions més properes
El següent diagrama mostra les poblacions més properes.